# Neonerita metaphoenica
Neonerita metaphoenica är en fjärilsart som beskrevs av James John Joicey och Talbot 1917. Neonerita metaphoenica ingår i släktet Neonerita och familjen björnspinnare. Inga underarter finns listade i Catalogue of Life.